# LinTo 500 GP
La LinTo 500 GP è una motocicletta da competizione progettata da Lino Tonti e costruita in piccola serie dal 1967 al 1970.

## Contesto
L'idea di costruire una special da Gran Premio con motore di derivazione Aermacchi  era venuta a Lino Tonti, celebre progettista per Aermacchi, Benelli, Ducati e Moto Guzzi e all'ex pilota Giorgio Premoli che, abbandonate le competizioni, gestiva un'avviata concessionaria d'auto a Varese. Nel 1967 i due decisero di mettersi al lavoro, utilizzando i macchinari dell'officina meccanica annessa alla concessionaria.

## Descrizione
Il progetto iniziale del motore contemplava la distribuzione bialbero a 4 valvole radiali, ma i fondi disponibili non erano sufficiente e, pertanto, la soluzione adottata fu quella di utilizzare i cilindri (con alesaggio 72 mm) e le testate con valvole ad aste e bilancieri della Aermacchi Ala d'Oro 250, dotandoli di nuovi basamento e cambio a sei marce e mantenendo lo schema di funzionamento originario con cilindri affiancati orizzontali frontemarcia.
Al pregevole telaio in tubi d'acciaio con doppia culla superiore, costruito dallo specialista milanese Stelio Belletti, vennero aggiunte le sospensioni Ceriani e i freni a tamburo appositamente realizzati dalla Fontana. Il primo esemplare della LinTo 500 GP, ancora in fase di sviluppo, riusciva ad erogare 65 CV a 12.000 giri/minuto.
Nonostante la competitività della moto, questa mostrava parecchi difetti di gioventù che ne limitavano fortemente l'affidabilità in gara. Primo fra tutti la fragilità della trasmissione primaria, subito seguito dalle forti vibrazioni che, in alcuni casi, causavano crepe nei carter del motore o la rottura del telaio.

## Nelle gare
La moto venne affidata al campione varesino Alberto Pagani che ottenne un secondo posto nel Gran Premio della Germania Est ed un quarto posto nel Gran Premio d'Italia corso a Monza, valido per il motomondiale 1968.
Per il 1969 Premoli decise di costruire una piccola serie di esemplari per i corridori privati, tutte verniciate in rosso, e due moto ufficiali, verniciate in azzurro, da affidare a Pagani e al pilota australiano Jack Findlay.
La stagione sportiva di quell'anno si dimostrò generosa con la LinTo (acronimo di Lino Tonti), tanto che Pagani riuscì a vincere il Gran Premio delle Nazioni a Imola (boicottato però dalla MV Agusta per protestare contro lo spostamento del GP da Monza appunto ad Imola) e lo svizzero Gyula Marsovszky conquistò il titolo di vice-campione nella classe 500, alle spalle di Giacomo Agostini e della sua MV Agusta. Il neozelandese Keith Turner vinse a Le Mans e nella classica belga di Mettet; in quell'occasione, la LinTo 500 GP venne cronometrata alla velocità di 257,6 km/h, mediamente superiore di circa 35 km/h rispetto alle concorrenti Norton e Matchless.

## La fine
L'ulteriore sviluppo della LinTo 500 GP, però, non fu portato a termine per l'abbandono di Lino Tonti che, alla fine del 1969, venne ingaggiato dalla Moto Guzzi per sostituire lo storico direttore tecnico Giulio Cesare Carcano. La sua assunzione fu un evento importantissimo per l'azienda, dato che Tonti firmò il progetto della famosa Moto Guzzi V7.
A metà del 1970, Premoli decise di chiudere il progetto, anche vista l'impossibilità di programmare un fattibile sviluppo del motore, in assenza del principale progettista.
Le LinTo 500 GP dei piloti privati, ormai senza pezzi di ricambio, scomparvero ben presto dai campi di gara.